# Chu Quần Phi
Chu Quần Phi (tiếng Trung: 周群飞; Zhou Qunfei, sinh năm 1970) là một nữ doanh nhân, tỉ phú Trung Quốc, người đã thành lập Lens Technology, một công ty chuyên sản xuất màn hình cảm ứng. Sau khi niêm yết cổ phiếu của công ty trên Sàn giao dịch chứng khoán Thâm Quyến ChiNext tháng 3 năm 2015, giá trị tài sản của bà đã đạt 10 tỷ USD, khiến bà trở thành người phụ nữ giàu nhất Trung Quốc.

## Cuộc sống ban đầu và sự nghiệp
Chu Quần Phi sinh năm 1970 trong một gia đình nghèo ở Tương Hương, tỉnh Hồ Nam, Trung Quốc. Trước khi được sinh ra, cha cô bị mù trong một tai nạn năm 1960, và khi được 5 tuổi, mẹ bà đã qua đời. Năm 15 tuổi, Chu Quần Phi bỏ học và trở thành một công nhân nhập cư ở Thâm Quyến, một đặc khu kinh tế ở tỉnh Quảng Đông.
Tại Thâm Quyến, bà cố tình chọn làm việc cho công ty ở gần Đại học Thâm Quyến, để có thể có các khóa học bán thời gian tại các trường đại học. Bà học nhiều môn học và thông qua các kỳ thi để được chứng chỉ chứng nhận về kế toán, tin học, xử lý hải quan, và thậm chí là có thể cấp giấy phép lái xe. Hối tiếc lớn nhất của cô là không học tiếng Anh.
Bà làm việc cho một công ty nhỏ chuyên về chế tạo các bộ phận đồng hồ. Khi doanh nghiệp giải thể, Chu Quần Phi đã thành lập công ty của riêng mình vào năm 1993, bằng số tiền tiết kiệm riêng dành dụm là 20.000 đôla Hồng Kông. Bà được sự trợ giúp của cô em họ, rồi sau đó là sự ủng hộ của em trai, em gái, và hai người anh em họ tất cả đã giúp bà trong kinh doanh. Năm 2001, công ty của bà giành được sự đột phá lớn khi có được một hợp đồng với một công ty về điện thoại di động. Đó là hợp đồng về sản xuất màn hình cho các thiết bị điện tử của Tổng công ty TCL Trung Quốc. Chu Quần Phi đã tiết lộ rằng, trong những năm đã qua, bà đã từng làm cho 11 công ty.

## Lens Technology

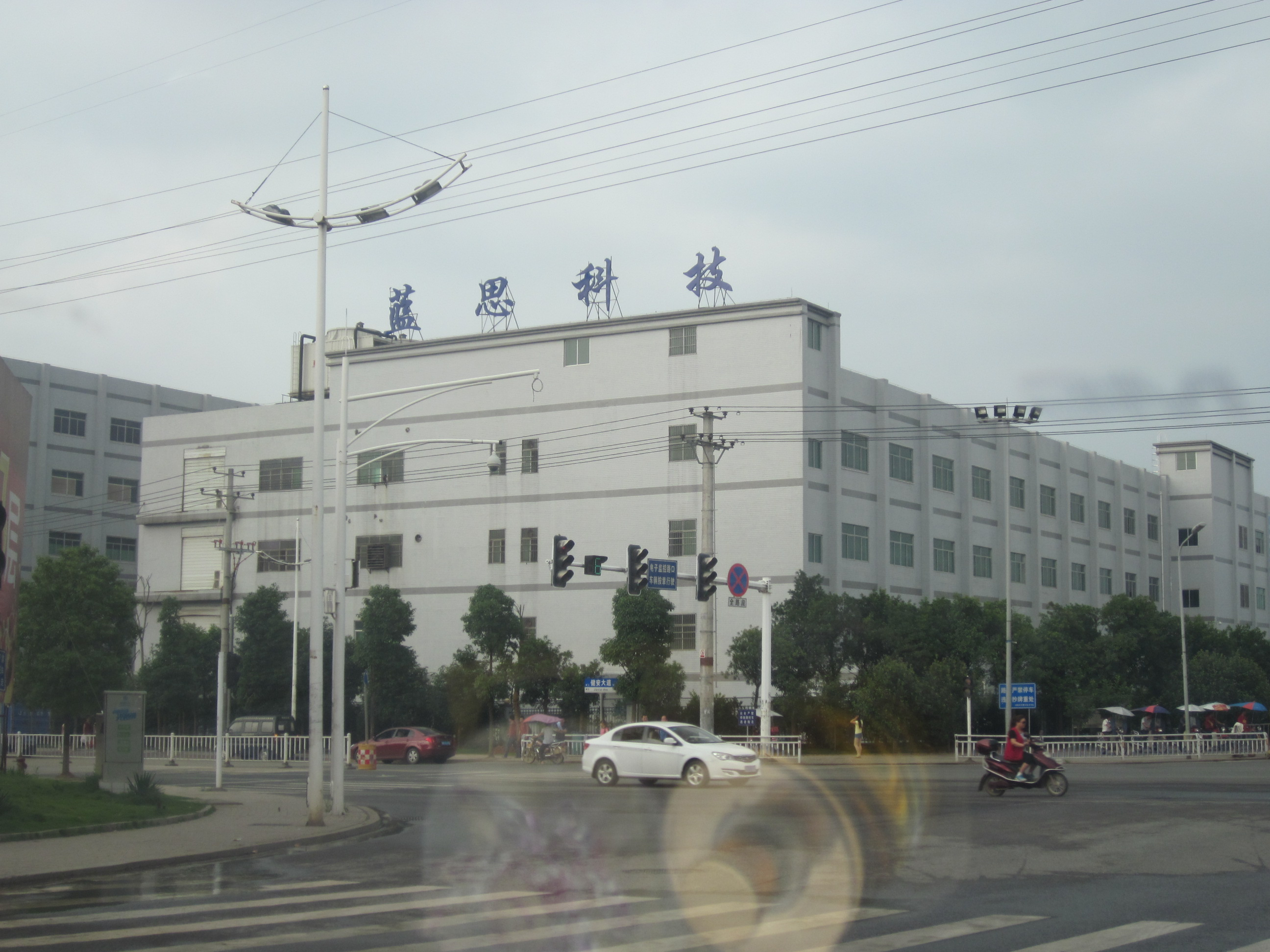
Lens Technology tại Lưu Dương, Hồ Nam, Trung Quốc.

Chu Quần Phi cùng Lens Technology bắt đầu sản xuất màn hình cảm ứng vào năm 2003, và phát triển công ty trở thành đơn vị hàng đầu trong ngành này tại Trung Quốc. Lens Technology cung cấp màn hình cảm ứng cho các nhà sản xuất thiết bị điện tử hàng đầu thế giới như Apple, Samsung Electronics, và Hoa Vi. Trong khoảng thời gian sắp tới khi Apple Watch được phát hành (ngày 24 tháng 4 năm 2015), sản phẩm này cũng sử dụng màn hình kính tinh thể sapphire của Lens Technology. Tính đến tháng 4 năm 2015, công ty có khoảng 60.000 nhân viên.
Ngày 18 tháng 3 năm 2015, kỷ niệm 22 năm thành lập, Lens Technology bắt đầu phát hành loại cổ phiếu A ChiNext ra thị trường trên sàn chứng khoán Thâm Quyến. Giá cổ phiếu của công ty đã tăng giới hạn hàng ngày trên thị trường trong 13 ngày liên tiếp, và giá trị ròng của Chu Quần Phi trong giai đoạn này đạt 10 tỷ USD. Và bà chính thức vượt qua Trần Lệ Hoa (陈丽华, người có 7,1 tỷ USD) trở thành người phụ nữ giàu nhất Trung Quốc.

## Cá nhân
Chu Quần Phi kết hôn với Trịnh Tuấn Long (郑俊龙), cũng chính là đối tác kinh doanh của bà. Họ có với nhau một người con gái.
Câu chuyện phất lên của Chu Quần Phi được ca ngợi và là nguồn cảm hứng cho hàng triệu lao động nhập cư ở Trung Quốc khát vọng vươn lên. Trong một cuộc phỏng vấn bà của kênh truyền hình Cam Túc, bà cho biết bí quyết thành công chính là sự học hỏi không ngừng.